# Liste de chansons interprétées par Amiati
Pour un article plus général, voir Amiati.

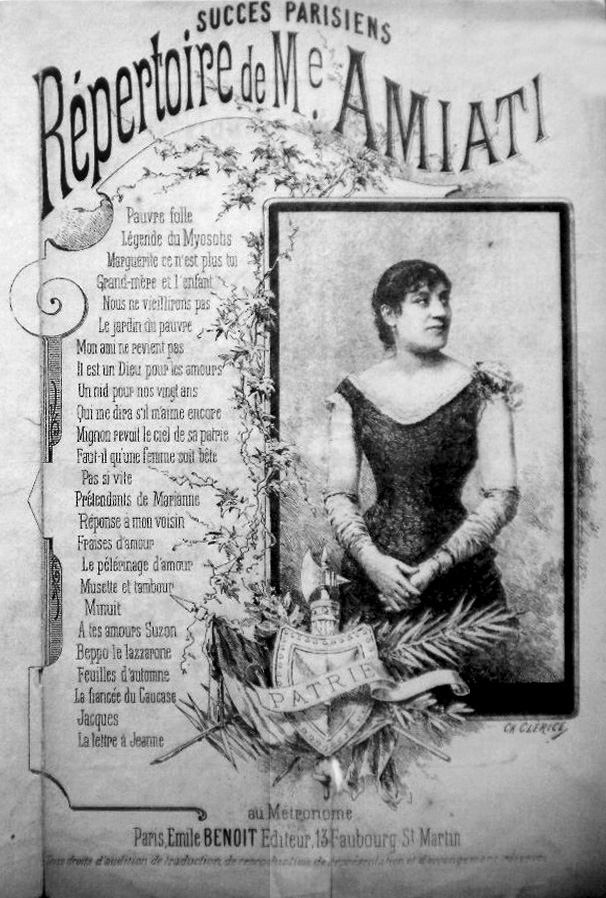
Couverture d'un recueil de chansons (vers 1885)

Cette liste de chansons interprétées par Amiati est une recension nécessairement non exhaustive de son répertoire. Elle est construite en grande partie à l'aide de documents d'époque :  annonces ou comptes rendus de spectacles à l'Eldorado ou la Scala parisienne parus dans le magazine l'Orchestre. Elle est également construite à partir des images virtuelles des couvertures de partitions (petits ou grands formats) disponibles sur des sites internet.   
Les informations fournies par les couvertures des petits formats témoignent souvent d'une personnification de l'œuvre avec sacralisation de l'interprète et comportent « sous le titre [...] le nom du créateur et celui de l'établissement chantant ». Par ailleurs, André Chadourne signale en 1889 que les cosignatures représentent « rarement une collaboration au vrai sens du mot, ceux qui signent l'œuvre avec l'auteur principal étant plutôt là comme protecteurs que comme coauteurs ».
| Titre                                                   | Année | Genre                    | Lieu                     | Paroles                             | Musique            |
| ------------------------------------------------------- | ----- | ------------------------ | ------------------------ | ----------------------------------- | ------------------ |
| À l'étape                                               | 1881  |                          | Eldorado                 | Octave Pradels                      | Alfred d'Hack      |
| À la baïonnette                                         | 1875  | récit patriotique        | Eldorado                 | Gaston Villemer et Lucien Delormel  | Ben Tayoux         |
| À Victor Hugo                                           | 1885  | strophes chantées        | Scala                    | F. Baneux                           | Adolphe Lindheim   |
| Abeilles du travail (les)                               | 1874  |                          | Eldorado                 |                                     |                    |
| Adieux d'une mère (les)                                 |       | romance                  | Scala                    | Lucien Colonge                      | Maurice Faguet     |
| Amiral Courbet (l')                                     |       | chant patriotique        |                          | Eugène Riffey                       | P. A. de Rial      |
| Amour, Folie                                            | 1880  |                          | Eldorado                 |                                     | Paul Henrion       |
| Angelus (l')                                            | 1877  |                          | Eldorado                 |                                     | Huot               |
| Anniversaire                                            |       | rondeau                  | Eldorado                 | Gaston Villemer et Hippolyte Ryon   | Paul Henrion       |
| Appel après le combat (l')                              |       | scène dramatique         | Eldorado                 | Gaston Villemer et Joseph Fuchs     | Charles Malo,      |
| Arbre du souvenir (l')                                  | 1876  | romance dramatique       | Eldorado                 | Gaston Villemer et Lucien Delormel  | François Huot      |
| Assez de sang                                           | 1872  | cri patriotique          | Eldorado                 | Hippolyte Nazet                     |                    |
| Ateliers du travail (les)                               | 1874  |                          | Eldorado                 |                                     |                    |
| Au champ d'honneur                                      |       | souvenir patriotique     | Scala                    | Georges Laure et Charles Guitard    | Félicien Vargues   |
| Aux destins de la France                                |       | strophes lyriques        | Eldorado                 | Henri Dracy                         | Ludovic Benza      |
| Aveugle alsacien (l')                                   |       | chanson                  | Eldorado                 | Gaston Villemer et Lucien Delormel  | Lucien Collin      |
| Baiser à la vierge (le)                                 |       | chanson anti-cléricale   |                          | Gaston Villemer et Octave Pradels   | Edmond Lonati      |
| Baiser des adieux (le)                                  | 1874  | romance                  | Eldorado                 | Gaston Villemer                     | Paul Henrion       |
| Baptême du feu (le)                                     | 1881  |                          | Eldorado                 | Jacques Grancey et Octave Pradels   | A. Godefroy        |
| Beau sergent (le)                                       | 1880  | chanson                  | Eldorado                 | Gaston Villemer et Lucien Delormel, | Hervé              |
| Bébé                                                    | 1881  | rondeau                  | Eldorado                 | Gaston Villemer et Lucien Delormel  | Paul Henrion       |
| Bébés (les)                                             |       | chanson                  | Scala                    | Camille Soubise                     | Frédéric Doria     |
| Beppo le lazzarone                                      |       | romance                  | Eldorado                 | Paul Bilhaud                        | Alfred d'Hack      |
| Bergère de Barbizon (la)                                | 1875  | paysannerie              | Eldorado                 |                                     |                    |
| Bienfaits de Bébé (les)                                 |       |                          | Scala                    | E. Mortreuil et Diaz-Vilar          | Victor Mortreuil   |
| Blessé (le)                                             | 1878  | romance patriotique      | Eldorado                 | Edmond Delière                      | Amédée Marié       |
| Bords du Rhin (les)                                     |       | rondeau humoristique     | Eldorado                 | Gaston Villemer et Labarre          | Paul Henrion       |
| Bon gîte (le)                                           | 1875  |                          | Eldorado                 | Paul Déroulède,                     | Luigi Bordèse      |
| Bonjour et bon an                                       |       | actualité                | Eldorado                 | Paul Max et Georges Dorante         | Charles Hubans     |
| Buzenval                                                | 1872  |                          | Eldorado                 | Lucien Delormel et Maly             | Ludovic Benza      |
| Ça coûte un baiser                                      | 1885  | chansonnette             | Scala                    | F. François                         | Lucien Collin      |
| Cabaret de Sambre et Meuse (le)                         |       | chanson                  | Scala                    | Gaston Villemer                     | Félicien Vargues   |
| Cabaret du souvenir (le)                                |       | chanson                  | Eldorado                 | L. Capet et E. Carel                | Émile André        |
| Camille Desmoulins                                      |       | chant patriotique        | Eldorado                 | Gaston Villemer et Lucien Delormel  | Lucien Collin      |
| Capitaine et Conscrit                                   | 1881  |                          | Eldorado                 |                                     |                    |
| Ce gamin là !                                           | 1876  |                          | Eldorado                 | Georges Clerc                       | Armand Gouzien     |
| Chanson d'autrefois (la)                                | 1880  |                          | Eldorado                 | Octave Pradels                      | Alfred d'Hack      |
| Chanson du fer (la)                                     | 1880  |                          | Eldorado                 | Goujet                              | Paul Henrion       |
| Chant du barda (le)                                     | 1875  |                          | Eldorado                 | Dracy                               | Huot               |
| Chanteur nocturne (le)                                  | 1874  | légende                  | Eldorado                 |                                     |                    |
| Chants héroïques (les)                                  | 1873  | chant patriotique        | Eldorado                 | F. Duvert                           | Ludovic Benza      |
| Chasseurs à pied (les)                                  |       | chanson militaire        | Eldorado                 | Émile André                         | Robert Planquette  |
| Chemin de France (le)                                   |       | chanson                  | Eldorado                 | Gaston Maquis                       | Gaston Maquis      |
| Cheveu blanc (le)                                       |       | simple histoire          |                          | Victor Cresset,                     | Alfred d'Hack      |
| Chien de l'aveugle (le)                                 | 1874  |                          | Eldorado                 |                                     |                    |
| Chien du sergent (le)                                   |       |                          | Eldorado                 | Gaston Villemer et Lucien Delormel, | Ludovic Benza      |
| Clairon (le)                                            | 1875  | chants du soldat         | Eldorado                 | Paul Déroulède,                     | Émile André        |
| Clos au lilas (le)                                      |       | rondeau                  | Scala                    |                                     |                    |
| Clown et l'enfant (le)                                  |       | historiette              | Scala                    | E. Leclerc et A. Trebisch           | Gustave Goublier   |
| Comment Paris s'amuse                                   |       |                          | Eldorado                 | F. Duvert                           | Ludovic Benza      |
| Dans les roses                                          |       | naïveté                  | Eldorado                 | J.Sando et P. Marc                  | Gustave Goublier   |
| Danse, la marmotte                                      | 1874  |                          | Eldorado                 | Lucien Delormel et Louis Péricaud   | Hervé              |
| Danseuse des rues (la)                                  | 1886  |                          | Scala                    |                                     |                    |
| Debout Français                                         |       | chant patriotique        | Scala                    | Louis Faure                         | Léopold Gangloff   |
| Démon de l'orgie (le)                                   | 1875  |                          | Eldorado                 |                                     |                    |
| Deux années                                             |       |                          | Eldorado                 | Hippolyte Chatelin                  | Jules Quidant      |
| Deux compagnons d'armes (les)                           |       |                          | Eldorado                 | Gaston Villemer                     | Ludovic Benza      |
| Devise sublime (la)                                     | 1880  |                          | Eldorado                 | Albert Lambert                      | A. Godefroy        |
| Diego et Juanita,                                       | 1879  | duo dramatique           | Eldorado                 | René Gry                            | Alfred d'Hack      |
| Dodo, mignonne !                                        |       | berceuse                 | Eldorado                 | E. Baneux                           | Albert Petit       |
| Dormez mes chers petits                                 | 1874  | berceuse                 | Eldorado                 |                                     |                    |
| Dors                                                    |       | romance                  | Eldorado                 | Léon Labarre                        | Ludovic Benza      |
| Drapeau du régiment (le)                                | 1874  |                          | Eldorado                 | René Gry                            | Ludovic Benza      |
| Du mouron pour les petits oiseaux                       |       | chanson                  | Eldorado                 | Emile Bourdelin                     | Paul Henrion       |
| Embuscade (l')                                          |       | chant patriotique        | Eldorado                 | Gaston Villemer et Lucien Delormel, | Alfred d'Hack      |
| Émigrants (les)                                         | 1871  |                          | Eldorado                 | Lucien Delormel et Siegel           | Ludovic Benza      |
| Enfant (l')                                             |       | historiette              | Scala                    | F. Leclerc et A. Trebisch           | Gustave Goublier   |
| Enfant a faim (l')                                      |       | chanson dramatique       | Eldorado                 | Max Dorville                        | Henri Rénier       |
| Enfant de Jeanne (l')                                   | 1879  | scène dramatique         | Eldorado                 | Joseph Fuchs                        | Charles Malo,      |
| Enfant de Paris (l')                                    | 1874  | scène dramatique         | Eldorado                 | Gaston Villemer et Lucien Delormel, | Ludovic Benza      |
| Enfant perdu (l')                                       |       | romance dramatique       | Eldorado                 | Gaston Villemer et Lucien Delormel  | Alfred d'Hack      |
| Enfants, ne sortez pas, voici les Allemands !           |       |                          |                          | Gaston Villemer et Lucien Delormel, | Alfred d'Hack      |
| Enfant sera comme son père (l')                         | 1879  |                          | Eldorado                 | Gaston Marot                        | Henri Rénier       |
| Épouse et Mère                                          | 1872  |                          | Eldorado                 | Hippolyte Ryon                      | Collignon          |
| Faut-il qu'une femme soit bête                          |       | chanson                  |                          | René de Saint-Prest,                | Frédéric Aumont    |
| Femme à Jean (la)                                       |       |                          |                          | Alfred Isch-Wall                    | Ludovic Benza      |
| Ferme aux fraises (la),                                 |       | chanson                  | Scala                    | Gaston Villemer                     | Victor Herpin      |
| Ferme des rosiers (la)                                  |       | chanson patriotique      | Scala                    | Lucien Colonge                      | Jules Jacob        |
| Fermière et son garçon,                                 | 1874  | opérette                 | Eldorado                 | A. Jouhaud                          | Frédéric Barbier   |
| Fête du poète (la)                                      | 1881  | rondeau                  | Eldorado                 |                                     |                    |
| Feuilles au vent                                        |       | mélodie-valse            |                          | Armand Lafrique,                    | Jules Uzès         |
| Fiancé de Mignon (le)                                   |       | romance                  | Scala                    | Jean Teissière                      | Jean Teissière     |
| Fiancée alsacienne (la)                                 |       |                          | Scala                    | Gaston Villemer                     | Félicien Vargues   |
| La Fiancée de Raguse (la),                              | 1880  | duo dramatique           | Eldorado                 | L. Labarre et Jacques Grancey       | Godefroy           |
| Fiancée du Caucase (la)                                 | 1882  |                          | Eldorado                 | Octave Pradels                      | Alfred d'Hack      |
| Fiancée du soldat (la)                                  |       | romance patriotique      |                          | Gaston Badiéjous                    | Jean Teisseire     |
| Fille d'auberge (la)                                    | 1872  | chanson dramatique       | Eldorado                 | Gaston Villemer et Lucien Delormel, | Ludovic Benza      |
| Fille de Noé (la)                                       | 1879  |                          | Eldorado                 | Eugène Déjazet                      |                    |
| Fils de l'Allemand (le)                                 | 1882  | chanson                  | Eldorado                 | Gaston Villemer et Lucien Delormel, | Paul Blétry        |
| Fleur sauvage (la)                                      | 1880  | romance dramatique       | Eldorado                 | Edmond Delière,                     | Amédée Marié       |
| Folle aux bluets (la)                                   | 1873  | romance dramatique       |                          | Adolphe Perreau                     | Ludovic Benza      |
| Folle de la rue (la)                                    |       |                          | Eldorado                 | E. Lafaurie,                        | Esther Malteau     |
| Frère Espérance                                         |       | chanson                  | Eldorado                 | Hippolyte Ryon                      | Abel Queille       |
| Fuyez loin de mon cœur                                  |       | souvenir                 | Eldorado                 | V. Courtès                          | Romain             |
| Gringalet                                               | 1888  | chanson                  | Scala                    | Gil                                 | Alfred d'Hack      |
| Gué (le)                                                | 1881  |                          | Eldorado                 | L. Châtelin                         | Anatole Lionnet    |
| Hirondelles de 1872 (les)                               | 1872  |                          | Eldorado                 | Ad. Perreau                         | Alfred d'Hack      |
| Hirondelle de France (l')                               |       | chanson                  | Eldorado                 | Gaston Villemer et Lucien Delormel  | Ludovic Benza      |
| Hirondelle de France (l')                               |       | chanson                  | Scala                    | Louis Faure                         | J. Henri           |
| Hirondelle républicaine (l')                            |       | romance                  | Eldorado                 | Gamard                              | F. Maubert         |
| Histoire du drapeau (l')                                |       | chant patriotique        |                          | Gaston Villemer et Lucien Delormel  | Charles Malo,      |
| Ignorants (les)                                         | 1874  |                          | Eldorado                 | Gaston Villemer et Joseph Fuchs     | Ludovic Benza      |
| Il est minuit                                           |       | nocturne                 | Eldorado                 | F. Duvert                           | Ludovic Benza      |
| Jean-Paul                                               |       |                          | Eldorado                 | Paul Avenel,                        | Charles Malo,      |
| Je ne suis pas ta femme                                 |       | romance                  | Eldorado                 | Marius Fontaine                     | Mathilde Fraiquin  |
| Je ne suis plus ta fiancée                              |       | romance                  | Scala                    | Riffey-Yed                          | Goudesone-Talon    |
| J'suis d'Avallon                                        | 1873  | paysannerie              | Eldorado                 | Chardin                             | Ludovic Benza      |
| Je te d'mandais un baiser                               |       |                          | Eldorado                 | Gaston Villemer et Lucien Delormel  | Lucien Colin       |
| Je veux mourir en France                                |       | chant patriotique        | Eldorado                 | Lucien Delormel et P. Maly          | Ludovic Benza      |
| Jeanne m'a pris mon cœur                                |       | romance                  | Eldorado                 | Gaston Villemer et Lucien Delormel  | Lucien Colin       |
| Joli Printemps                                          | 1882  |                          | Eldorado                 | Jean-Baptiste Clément               | Antoine Renard     |
| Jour de l'an de grand'mère                              |       | simple histoire          | Scala                    | Lucien Colonge                      | Léopold Gangloff   |
| Langage des fleurs (le)                                 |       | rondeau valse            | Scala                    | Lucien Colonge                      | Léopold Gangloff   |
| Larmes du pitre (les)                                   | 1876  |                          | Eldorado                 |                                     |                    |
| Légende des écoliers (la)                               | 1872  |                          | Eldorado                 | Gaston Villemer et Lucien Delormel  | Ludovic Benza      |
| Légende du bohémien (la)                                | 1882  | rondeau valse            | Eldorado                 | Eugène Baillet                      | Abel Queille       |
| Légende du ruisseau (la)                                | 1881  | mélodie-valse            | Eldorado                 | Derville                            | Henri Rénier       |
| Lettre d'un enfant (la)                                 | 1872  |                          | Eldorado                 | Gaston Villemer et Lucien Delormel  | Ludovic Benza      |
| Lettre de France (la)                                   | 1872  |                          | Eldorado                 |                                     |                    |
| Lettre à Madeleine (la)                                 | 1874  |                          | Eldorado                 |                                     |                    |
| Loin des jaloux                                         |       | pastorale                | Scala                    | Justin Dysarn                       | Frédéric Aumont    |
| Loups (les)                                             | 1882  | romance dramatique       | Eldorado                 |                                     | Alfred Talandier   |
| Ma chaumière est encor française                        |       | chanson patriotique      | Casino de Lyon           | L. Capet et E. Carel,               | Charles Malo,      |
| Maître d'école alsacien (le)                            | 1872  | chant patriotique        | Eldorado                 | Gaston Villemer et Lucien Delormel, | Ludovic Benza      |
| Marguerite ce n'est plus toi !                          |       | romance                  | Eldorado                 | Gaston Villemer et Lucien Delormel  | Alfred d'Hack      |
| Maudite soit la guerre !                                | 1871  | scène lyrique            | Eldorado                 | René Gry                            | Alfred d'Hack      |
| Mignon revoit le ciel de sa patrie                      | 1881  | mélodie                  | Eldorado                 | Gaston Villemer et Lucien Delormel  | Alfred d'Hack      |
| Mon ami ne revient pas                                  |       | mélodie                  | Eldorado                 | Gaston Villemer et Lucien Delormel  | Paul Henrion       |
| Mon bien-aimé                                           | 1879  | mélodie                  | Eldorado                 | Eugène Leclerc et Paul Bilhaud      | Paul Henrion       |
| Mon verre n'est pas grand mais je bois dans mon verre   | 1874  | chanson philosophique    | Eldorado                 | Gaston Villemer et Joseph Fuchs     | Alfred d'Hack      |
| Mort de Lisette (la)                                    | 1876  |                          | Eldorado                 |                                     |                    |
| Mort du clairon (la)                                    | 1872  |                          | Eldorado                 | Gaston Villemer et Lucien Delormel  | Ludovic Benza      |
| Moulin rose (le)                                        |       | chanson                  | Scala                    | Gaston Villemer                     | Paul Henrion       |
| Muse de Musset (la)                                     | 1878  |                          | Eldorado                 | Guérin                              | Victor Roger       |
| Musettes et Tambours                                    | 1880  |                          | Eldorado                 |                                     |                    |
| N't'en va pas Madeleine !                               | 1874  |                          | Eldorado                 | Gaston Villemer et Joseph Fuchs     | Hervé              |
| Naufragés (les)                                         |       | chant dramatique         | Eldorado                 | Gaston Villemer et Lucien Delormel  | Ludovic Benza      |
| Naufragés de l'Arago (les)                              |       | chanson patriotique      | Scala                    | Paul Patrys et Jules Mahé           | Léopold Gangloff   |
| Ne dansez plus, des Français dorment là !               | 1872  |                          |                          | Gaston Villemer et Lucien Delormel, | Ludovic Benza      |
| Ne touchez pas à la France                              | 1887  | chant patriotique        | Scala                    |                                     |                    |
| Neige tombe (la)                                        |       | romance dramatique       |                          | Raoul Fauvel                        | Jules Jacob        |
| Noces de Madeleine (les)                                | 1881  | chanson                  | Eldorado                 | Gaston Villemer et Lucien Delormel, | Lucien Collin      |
| Noël patriotique                                        | 1878  |                          | Eldorado                 |                                     | Charles Malo,      |
| Notre drapeau                                           | 1874  | chant patriotique        | Eldorado                 | Gaston Villemer et Lucien Delormel, | Pitoud             |
| Nous ne vieillirons pas                                 |       | mélodie                  |                          | Gaston Villemer et Siégel,          | Léopold de Wenzel  |
| Nouvelle année (la)                                     | 1872  |                          | Eldorado                 | René de Saint-Prest                 | Ludovic Benza      |
| Nuit d'amour                                            | 1880  | barcarolle               | Eldorado                 | Lambert                             | Auguste Petit      |
| Orgue de Strasbourg (l')                                |       |                          | Eldorado                 | Ch Degain                           | Charles Pourny     |
| Oublié (l')                                             |       |                          | Eldorado                 | Lucien Delormel,                    | Alfred d'Hack      |
| Pacte de famine (le)                                    |       |                          |                          | Gaston Villemer                     | Lucien Collin      |
| Parachute bleu                                          |       | chansonnette             | Scala                    | Eugène Riffey et Maillot            | Charles Pourny     |
| Pas si vite                                             | 1876  | mélodie-valse            | Eldorado                 | René Gry                            | Paul Henrion       |
| Passeur de Moselle (le)                                 | 1874  | chanson                  | Eldorado                 | Lucien Delormel                     | Ludovic Benza      |
| Patrie                                                  | 1879  |                          | Eldorado                 | Paul Avenel                         | Charles Malo,      |
| Patrie                                                  | 1880  | stances patriotiques     | Eldorado                 | Charles Canivet                     | M. Koening         |
| Pauvre Jeanne                                           | 1880  |                          | Eldorado                 |                                     | Paul Henrion       |
| Petit pinson                                            |       | romance                  | Scala                    | Duconger                            | P. Henri           |
| Petits ramoneurs (les),                                 |       | duo                      | Eldorado                 | Lucien Delormel et J. de Rieux,     | Frédéric Boissière |
| Pigeon blessé (le)                                      |       | rondeau                  |                          | Lucien Colonge                      | Ed. Deconclois     |
| Plus belle fille du monde (la)                          |       | chansonnette             | Scala                    | Gaston Villemer et Lucien Delormel  | F. Wachs           |
| Polichinelle (le)                                       |       | historiette              | Scala                    | L. Christian et J. Sermet           | Frédéric Doria     |
| Polichinelles de Paris (les)                            |       | chanson satirique        | Eldorado                 | Hippolyte Ryon                      | Jules Jacob        |
| Pompiers (les)                                          | 1874  | chant dramatique         | Eldorado                 | Gaston Villemer et Lucien Delormel  | Ludovic Benza      |
| Porte drapeau (le)                                      | 1882  | chanson patriotique      | Eldorado                 | Paul Burani                         | Francis Chassaigne |
| Porteur de dépêches (le),                               |       |                          | Eldorado                 | Gaston Villemer et Joseph Fuchs     | Ludovic Benza      |
| Poteau lorrain (le)                                     |       | conte lorrain            | Eldorado                 | Eugène Riffey                       | Gaston Maquis      |
| Pour la patrie                                          |       | scène dramatique         | Scala                    | Richard Collas                      | Gustave Michels    |
| Pour une fleur                                          | 1887  |                          | Scala                    |                                     |                    |
| Premier du mois (le)                                    |       | chanson                  | Scala                    | Anna David                          | Ch. Pourny         |
| Premier rendez-vous (le)                                |       | romance                  | Eldorado                 | Hippolyte Ryon et Gaston Villemer   | Robert Planquette  |
| Près d'un enfant                                        | 1874  | récit                    | Eldorado                 | H. Dracy                            | G. Michiels        |
| Quand le cœur a vingt ans                               |       | rondeau valse            | Scala                    | Charles Giugno                      | Léopold Gangloff   |
| Quand on a vingt ans                                    | 1879  | rondeau-valse            | théâtre                  | Hippolyte Ryon                      | Abel Queille       |
| Quatre enfants (les)                                    |       | légende                  | Eldorado                 | J. de Riols                         | Paul Courtois      |
| Quatre valses (les)                                     |       | romance                  | Scala                    | Rolla                               | Albert Queille     |
| Querelle d'oiseaux                                      |       | historiette              | Scala                    | Félix Mortreuil                     | Félicien Vargues   |
| Qu'on se souvienne                                      | 1871  | imprécation patriotique  | Eldorado                 | Paul Burani,                        | Charles Pourny     |
| Refrain de la vivandière (le)                           |       | chanson                  | Eldorado                 | Gaston Villemer et Lucien Delormel  | Tony Rieffler      |
| Régiment des ignorants (le)                             | 1874  | satire                   | Eldorado                 | Gaston Villemer et Lucien Delormel  |                    |
| Régiment des ouvriers (le)                              |       |                          | Eldorado                 | Lucien Delormel                     | Ludovic Benza      |
| Retour du prisonnier (le)                               |       | romance                  | Eldorado                 | René Gry                            | Alfred d'Hack      |
| Retraite (la)                                           | 1875  |                          | Eldorado                 |                                     |                    |
| Rêve de bébé (le)                                       |       | historiette              | Scala                    | Lucien Colonge                      | Léopold Gangloff   |
| Rêve de Rouget de Lisle (le)                            |       | chanson                  | Eldorado                 | René Esse-Joineau,                  | A. Petit           |
| Rêve du bucheron (le)                                   |       | chanson dramatique       | Eldorado                 | Lucien Delormel                     | Ludovic Benza      |
| Rêve du prisonnier (le)                                 |       | rondeau                  | Scala                    | Lucien Colonge                      | E. Deconclois      |
| Rêves de jeunesse (les)                                 |       | rondeau                  | Scala                    | Lucien Colonge                      | E. Deconclois      |
| Ritournelle de l'amour (la)                             | 1882  |                          | Eldorado                 |                                     | Paul Henrion       |
| Rondeau de la chanson (le)                              | 1876  | rondeau                  | Eldorado                 |                                     |                    |
| Sabbat (le)                                             | 1875  |                          | Eldorado                 |                                     |                    |
| Sachez dépenser vos vingt ans                           | 1885  |                          | Scala                    | Georges Laure                       | L.Delisle          |
| Sainte France (la)                                      |       |                          | Eldorado                 | Gaston Villemer et Lucien Delormel  | Frédéric Boissière |
| Salut à la France                                       |       |                          | Eldorado                 | L.-A. Dubost,                       | L.-A. Dubost       |
| Salut au drapeau                                        |       | chant patriotique        | Eldorado                 | X...                                | Thibault           |
| Semeur (le)                                             |       |                          | Eldorado                 | Émile André                         | Charles Malo,      |
| Sentinelle perdue (la)                                  | 1874  |                          | Eldorado                 | Gaston Villemer et Joseph Fuchs     | Alfred d'Hack      |
| Sérénade à sa porte                                     | 1878  |                          | Eldorado                 | Max Dorville                        | Henri Rénier       |
| Sœur aînée (la)                                         | 1881  | romance                  | Eldorado                 | Léon Labarre et Jacques Grancey     | Alfred d'Hack      |
| Sommes nous prêts ?                                     |       | chanson                  | Scala                    | Émile Cheret                        | J. Henri           |
| Souhaits à la France                                    | 1874  |                          | Eldorado                 | Gaston Villemer et Lucien Delormel  |                    |
| Stella d'amore                                          |       | romance barcarolle       | Scala                    | Edmond Martin                       | Anna Karl          |
| Tâche est rude (la)                                     | 1877  | drame populaire          | Eldorado                 | Sylvain Lapointe,                   | J. Darcier         |
| Tambour (le)                                            | 1882  | chanson de circonstance  | Eldorado                 | Charles Vincent                     | Anatole Lionnet    |
| Temps où j'aimais Marguerite (le)                       |       | mélodie                  | Eldorado                 | Ph. Théollier                       | N. Seraene         |
| Testament de Musette (le)                               | 1881  | romance                  | Eldorado                 | René de Saint-Prest                 | Abel Queille       |
| Thiers, le grand citoyen !                              | 1878  |                          | Eldorado                 | Fontaine                            | Fraiquin           |
| Tombe des quatre sergents (la) ou la vieille aux fleurs |       | légende dramatique       | Eldorado                 | Hyppolyte Ryon                      | Abel Queille       |
| Tostes à la liberté (les)                               | 1875  |                          | Eldorado                 |                                     |                    |
| Toujours amis !                                         | 1877  | récit dramatique         | Eldorado                 | Jacques Grancey et Paul Bilhaud     | Charles Malo,      |
| Trois Français                                          |       | chanson                  | Eldorado                 | Julien Valdy                        | George Douay       |
| Trois mots                                              | 1876  | légende                  | Eldorado                 | H. Dracy                            | Ludovic Benza      |
| Tu porteras mon deuil                                   |       | romance                  | Scala                    | Gaston Villemer                     | Th. Hirlemann      |
| Turcos (les)                                            |       | chanson                  | Eldorado                 | Émile André                         | Ben Tayoux         |
| Un coup de canon                                        |       | chanson                  | Eldorado                 | Gaston Villemer                     | Ludovic Benza      |
| Une envie de fraise                                     |       | rondeau                  | Scala                    | Gaston Villemer                     | Félicien Vargues   |
| Un Français                                             | 1873  |                          | Eldorado                 | Lucien Delormel                     | Ludovic Benza      |
| Un nid dans un canon                                    | 1880  | chanson                  | Eldorado                 | Gaston Villemer et Soubise          | Paul Blétry        |
| Un noël patriotique                                     | 1878  |                          | Théâtre du Château d'eau | Jacques Grancey et Eugène Leclerc   | Charles Malo,      |
| Un voleur                                               |       | touchante histoire       | Scala                    | Félix Mortreuil et E. Leclerc       | Gustave Goublier   |
| Une aumône                                              |       | romance                  | Scala                    | Élie Montebourg                     | Louis Raynal       |
| Une chanson française                                   |       | dans un cabaret d'Alsace | Eldorado                 | Gaston Villemer et Lucien Delormel  | Ludovic Benza      |
| Une tombe dans les blés                                 | 1872  | chanson                  | Eldorado                 | Gaston Villemer et Lucien Delormel, | Charles Malo       |
| Valse maudite                                           | 1878  |                          | Eldorado                 | Paul Bilhaud et Jacques Grancey     | Alfred d'Hack      |
| Veille toujours                                         |       | couplets historiques     | Eldorado                 | René Gry                            | Ludovic Benza      |
| Vengeance de Petit-Pierre (la)                          |       | romance dramatique       | Scala                    | Lucien Colonge                      | Léopold Gangloff   |
| Vengeons notre mère                                     |       | Scène dramatique         | Eldorado                 | René Gry                            | Alfred d'Hack      |
| Vieux drapeau (le)                                      |       |                          | Eldorado                 | Gaston Villemer,                    | Alfred d'Hack      |
| Vieux sergent (le)                                      | 1881  |                          | Eldorado                 | Gaston Villemer et Joseph Fuchs     | Alfred d'Hack      |
| Violon brisé (le)                                       | 1885, | simple histoire          | Scala                    | René de Saint-Prest et L. Christian | Victor Herpin      |
| Voix de la France (la)                                  | 1871  |                          | Eldorado                 |                                     |                    |
| Vous m'avez fait pleurer                                |       | chanson                  | Scala                    | Alfred Prost                        | F. Doria           |
| Vous rappelez vous ?                                    | 1876  | rondeau                  | Eldorado                 | Victor Hugo                         | Paul Henrion       |